# Isla Mágica
Isla Mágica es un parque temático situado en Sevilla, ambientado en el descubrimiento de América e inaugurado en 1997. Se formó aprovechando algunas instalaciones de la Exposición Universal de 1992. El parque cuenta con seis zonas temáticas y con una zona acuática llamada Agua Mágica. En el momento de su apertura fue el primer parque temático urbano del mundo, ya que normalmente se encuentran apartados de los núcleos urbanos.
El recinto de Agua Mágica, inaugurado en 2014, contiene una playa artificial, piscina de olas, toboganes, piscinas de baño familiar e infantil, toboganes infantiles y río lento. En 2017, se añadió una piscina con tirolinas para poder lanzarse a ella, zona de juegos infantiles y zona de relax.

## Historia

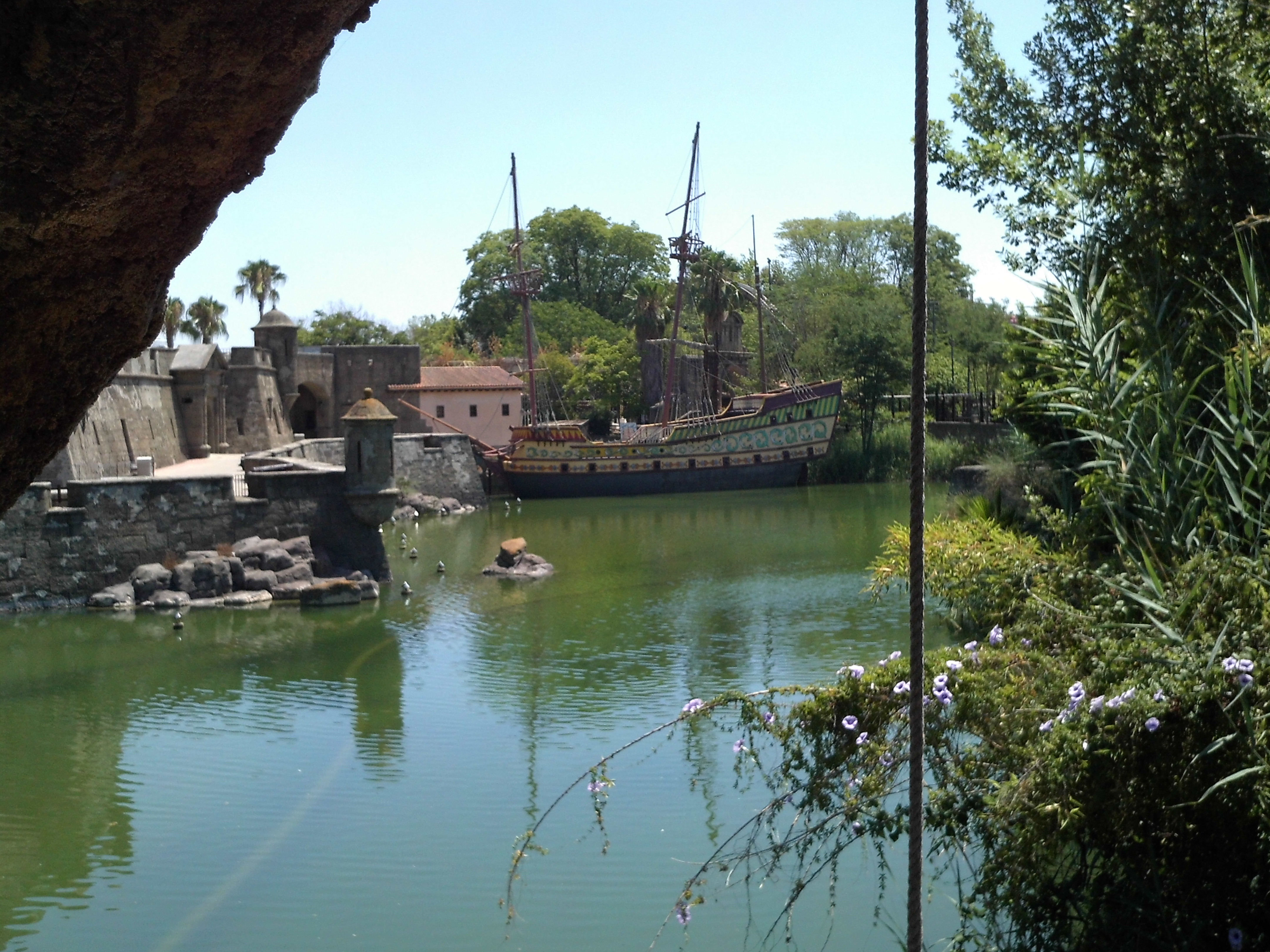
Una parte del lago central desde un puente. Hay un barco de época al fondo

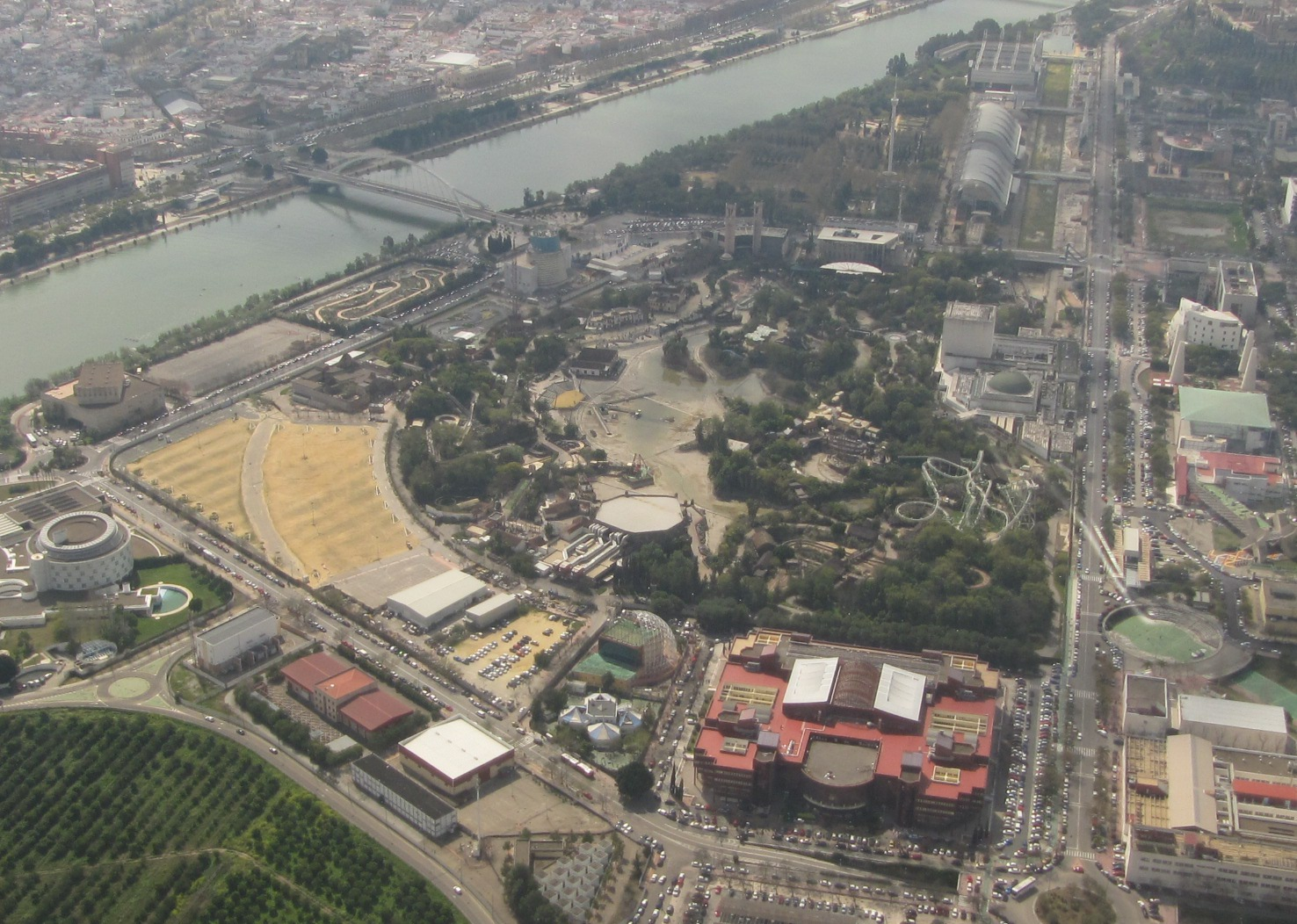
Isla Mágica

Durante las obras de la Exposición Universal de Sevilla de 1992 la sociedad Cartuja 93, creada por la Agencia Española de Gestión de Activos (AGESA), planteó la idea de reutilizar la zona del Lago de España de la muestra como parque temático de la ciudad. En los alrededores del lago se habían situado los pabellones de las comunidades autónomas y el pabellón de España.
Desde 1993 a 1995 el recinto funcionó con el nombre de Parque de los Descubrimientos a cargo de una sociedad concesionaria llamada Partecsa.
En los años 1995 y 1996 tuvo lugar la construcción del nuevo diseño, más pequeño, centrado en las atracciones y prescindiendo de los pabellones autonómicos de la Expo. La temática del parque, como la de la Expo 92, es la Era de los Descubrimientos.
En 1997 el parque finaliza las obras y el rey Juan Carlos I lo inauguró con el nombre de Isla Mágica el 28 de junio de 1997.
El parque abrió con las zonas temáticas Sevilla, Puerto de Indias, Puerta de América, Amazonia, La Guarida de los Piratas, La Fuente de la Juventud y El Dorado. La montaña rusa El Jaguar era la principal atracción del parque.
Además de dirigirse al público local, el parque se enfocó en los turistas que visitan Andalucía.
En 1998, el parque se amplia hacia la primera fase de los antiguos pabellones autonómicos para colocar una nueva atracción. Se derriban los pabellones autonómicos de su alrededor y se conservará el pabellón de Andalucía (sede de Radio y Televisión de Andalucía) y el pabellón de España, que sería absorbido por el propio parque y sería la sede de algunas atracciones a partir de 2001.
En 1999, el parque abrió para una nueva temporada habiendo realizado una inversión de 760 millones de pesetas para incorporar contenidos. Ese año se estrena la zona Queztal, con la atracción La Furia de los Dioses y un par de tiendas. Además, en ese mismo año, el famoso director de cine George Lucas hizo una visita especial a Isla Mágica con su familia, que disfrutaron de todas las atracciones del parque.
En 1998, el parque tuvo 1.300.000 visitas y al año siguiente la cifra disminuyó levemente a los 1.218.000 cuando lo que se esperaba un crecimiento mayor aún por lo que la compañía tuvo que revisar sus previsiones de crecimiento. En los años 90 el parque Port Aventura había pasado por una situación similar, de la que logró reponerse. A pesar de contar con un buen número de visitantes, el parque terminó la temporada con 1.200 millones de pesetas de pérdidas y precisó una recapitalización. de unos 2300 millones.
Isla Mágica corría a cargo de una sociedad conformada por accionistas públicos y privados. La multinacional Odgen Goldings, la tabacalera Aldeasa y la constructora Acciona tenían la mayoría de las acciones, aunque también eran accionistas la Gerencia de Urbanismo del Ayuntamiento de Sevilla, las cajas de ahorros El Monte, Caja San Fernando y Unicaja, el banco Banesto, Nuinsa y Rendelsur. Los tres socios mayoritarios pidieron que las tres cajas, dado su carácter social, financiaran con más dinero la recapitalización, a lo que se negaron. En ese momento Isla Mágica tenía a 725 trabajadores, que protestaron por los recortes laborales que provocaba esta crisis financiera.
Con este escenario, la multinacional Odgen Goldings puso a la venta su 28,19% de accionariado por 5.000 millones de pesetas y las cajas de ahorros se dispusieron a ampliar su capital en la sociedad si se mantenía "la paz laboral" con los trabajadores. El sindicato Comisiones Obreras aceptó reformas en el convenio colectivo pero no despidos. Mediante la compra de las tres cajas de más acciones del parque se contribuiría a obtener los 2.250 millones necesarios. Los sindicatos solicitaron la mediación en las negociaciones del entonces alcalde, Alfredo Sánchez Monteseirín, que aceptó ejercer el arbitrio. Finalmente, se llega a un acuerdo el 1 de abril del año 2000.
El accionista Nuinsa era una empresa propiedad de Sevillana de Electricidad, que a su vez era de Endesa (aunque en 2005 la venderían a Sacyr por 93,9 millones de euros). A través de Nuinsa, Endesa era propietaria de un 10% del parque y compró 90 millones de pesetas más en acciones, aunque artiméticamente le correspondía comprar 250 millones, porque no tenía pensado aumentar su cartera de inversiones en espacios de ocio.
Con la recapitalización llevada a cabo, mayoritariamente, con la compra de acciones de las cajas y con el acuerdo laboral firmado Isla Mágica solicitó además un crédito al Instituto de Fomento de Andalucía (IFA), que finalmente se convirtió en subvención, de hasta 700 millones para que se usaran en inversiones que se precisasen en el parque. Finalmente, el parque abrió con normalidad el 12 de mayo del 2000 para una nueva temporada.
El nuevo accionariado varió con respecto a 1999. Ahora las cajas tenían el 72% de las acciones, Ogden Golding se quedaría con un 10%, Aldeasa el 6%, Acciona el 5% y Nuinsa el 4%. El Ayuntamiento tendría una cantidad muy pequeña de acciones, prácticamente testimonial.
En el año 2000, apenas se estrenaron novedades. En esta temporada desaparece El Laberinto de los Gnomos. En ese mismo año, se estrenó en cines la película "Menos es Más", dirigida por Pascal Jongen, rodada casi íntegramente en el parque. En ella, los protagonistas (Elsa Pataky, Sergio Peris-Mencheta, Vanesa Sáiz, etc.) trabajan como parte del elenco de actores de Isla Mágica.
En 2001, el parque tendría 500 empleados y crearía 200 empleos indirectos.
En 2001, el parque estrenaría un cine con pantalla semiesférica en el Pabellón de España que proyectaría una película de 10 minutos sobre el origen del universo, a modo de planetario. Esta sería la primera vez que el parque empleara las instalaciones del pabellón, que había permanecido vacío desde el fin de la Expo 92. También se amplía la oferta de atracciones con una torre de caída libre llamada El Desafío. Además, en ese mismo año, se inauguró un sinfín de atracciones infantiles como La Rana Saltarina, Topetazú y la Escuela de Exploradores.
En 2002, el parque estrena algunos espectáculos audiovisuales. Fue el primer año en que el parque dio un beneficio neto, que fue de 1,34 millones de euros. Sin embargo, el parque aún debía 39 millones de euros de los años anteriores que perjudicaban su viabilidad. La mitad de ese dinero se lo adeudaba al Instituto de Crédito Oficial (ICO). El proyecto del nuevo gerente, Emilio Carrillo (que era concejal de economía del Ayuntamiento), fue que los acreedores condonasen el 73% de la deuda a cambio de garantizar que el 27% restante sí que se devolvería porque sería puesto por las cajas gestoras del parque mediante una recapitalización.
En octubre de 2002, se celebró por primera vez Halloween en Isla Mágica, que ya contaba por aquel entonces con un pasaje del terror, un puesto de maquillaje y miles de visitantes disfrazados. 
En ese mismo año, Microsoft usó Isla Mágica como escenario para la presentación de las novedades de su primera consola: la Xbox.
En 2003, el parque estrena un espectáculo multimedia en el lago llamado La Puerta del Tiempo.
En 2003, el parque continuó arrojando datos positivos pero la deuda, ya reducida a 35,6 millones de euros, seguía amenazando su viabilidad. Por ello, al finalizar la temporada de 2003 la empresa presentó suspensión de pagos para así forzar a la condonación del 73% del montante. El 44% de la deuda era al ICO y el resto a 17 entidades privadas dispuestas a aceptar lo que el parque pedía. Finalmente, en 2004 el ICO aceptó negociar la condonación parcial, pero para ello las cajas tuvieron que desembolsar 18 millones de euros. A pesar de que el acuerdo no fue exactamente el que las cajas pedían, el parque pudo continuar funcionando con unas finanzas saneadas.
En 2004, se estrenó la película Piratas en Cinemoción, y en 2005 estrena una nueva atracción llamada Ciklón en la zona Quetzal y se recuperan antiguas proyecciones en Cinemoción, como Superstición y Crashendo.
En 2006, el parque estrena nuevo cine en 4D llamado Dimensión 4, que es inaugurado con dos películas, SOS Planeta Tierra y Mansión Maldita, así como nuevas proyecciones para Cinemoción, con Súper Play y Astro Viaje. En El Cubo contrará con Diver Marte. Además, añadirá una nueva atracción infantil llamada Las Llamas y aumentará sus visitas. Por el contrario, después de terminar esta temporada, desaparece la Escuela de Exploradores y también los toboganes infantiles Al Abordaje.
En 2007, el parque cumplió 10 años. Estrenó nueva atracción de recorrido interior (dark ride) llamada Capitán Balas y un nuevo espectáculo multimedia en el lago con el nombre de El Misterio del Lago; también hubo nuevas proyecciones en Dimensión 4 y Cinemoción, el acondicionamiento del restaurante El Fuerte, la reapertura del Asador de la Selva y nuevos espectáculos.
En 2007, las cajas de ahorros sevillanas se integran en una misma entidad, llamada Cajasol, que será la que controle la mayoría de las acciones del parque.
En 2008, abrió por primera vez en su historia en Navidad, totalmente decorado para la ocasión. En esta temporada deja de ser una atracción el cine El Cubo, que pasa a ser una sala para eventos. Y, como novedades, se renuevan totalmente los espectáculos y animaciones, se estrenan nuevas películas en Dimensión 4 y Cinemoción y se inaugura una pista de hielo "ecológico" detrás del Desafío. En ese mismo año, rodaron en el parque la película "La Banda en la Isla de la Magia", donde los presentadores del famoso programa de televisión La Banda viajaron en el tiempo y vivieron una gran aventura en las distintas zonas del parque. La película se estrenó en ese mismo año.
En 2009, se renuevan la mayoría de espectáculos y, como todos los años, también se renuevan las películas de Cinemoción y de Dimensión 4. También en este año se estrena la nueva atracción infantil Sapo Saltón, se retira Patinaje Mágico al finalizar la temporada y se instala el sistema Acceso X Express en 7 de las atracciones del parque. El sistema Acceso X Express consistía en acceder rápidamente a las atracciones sin esperar colas por 1€ o 2€ por persona y atracción. También se inauguró una nueva fuente lúdica llamada "Aquamanía", en sustitución de la fuente que había frente al Desafío.
En 2010, tuvo lugar el "Año Pirata" de Isla Mágica. Debido a esta celebración se inaugura una nueva atracción: Navío Barbaroja, que estaba en un barco pirata ubicado en el islote próximo al Fuerte. Además, como todos los años, se renuevan las películas de Dimensión 4 y Cinemoción, al igual que los espectáculos del parque. En la explanada existente detrás del Desafío se crea una pista de karts, que será una atracción de pago. El 12 de septiembre la atracción La Furia de los Dioses es cerrada al público, aunque no desmantelada.
En 2011, se renuevan las películas de los cines mágicos y gran parte de los espectáculos. Además, se inaugura una nueva atracción acuática splash battle en la zona de Sevilla, Puerto de Indias, llamada Los Bucaneros (actualmente llamada La flota mercante), la cual fue probada por el actor, comediante y presentador Manu Sánchez Vázquez en el día de su inauguración. Se renuevan los trenes del Jaguar por unos más cómodos y modernos y también se inaugura El Templo del Terror en la antigua ubicación de La Furia de los Dioses, la atracción del Mundo Maya que se cerró el año anterior.
En 2012, tiene lugar el 15 aniversario del parque. Se inaugura una nueva atracción monorail llamada Zum-Zum: Las Abejitas en la Fuente de la Juventud. También se recuperan las películas La Casa de Superstición y Súper Play en Cinemocion con motivo del 15 aniversario. En Dimensión 4 se estrena El Gran Combate, además de seguir reproduciéndose El Principio. Con motivo del aniversario, también se recuperan espectáculos de gran éxito en otras temporadas y se crearán otros muchos nuevos. Esta conmemoración también coincide con el 20 aniversario de la muestra universal, por lo que también se pone un fragmento del espectáculo del lago de la Expo 92, se proyecta un audiovisual con imágenes de la Expo en El Fuerte y se recupera la película Vientos de España, estrenada durante la Expo, en Cinemoción. Además, se recuperará a la mascota Curro y se expondrán en el parque las carrozas de la cabalgata que cada día recorrían las calles del recinto.
En 2012, Cajasol pasará a manos de Caixabank, que venderá el parque a una compañía llamada Looping Groop.
En 2014, con la temporada de verano, el 28 de junio abrió sus puertas Agua Mágica, siendo su inauguración oficial el 3 de julio. Agua Mágica está formada por la Playa Quetzal (una piscina de olas), la Isla de Toboganes, el Río Lento y el Mini Paraíso, además de un kiosco-bar y una tienda de recuerdos. Además, la puerta de entrada al parque fue renovada.
En 2015, el barco pirata que se encontraba en la zona temática La Guarida de los Piratas, en el que se realizaban espectáculos, y que era la reproducción de un galeón del siglo XVI, se calcinó la madrugada del 6 de agosto. No obstante, se iniciaron las gestiones para su reparación. Terminó siendo reabierto en la temporada siguiente.
En 2016, se inauguró "El Refugio de Morgan", zona acuática con juegos interactivos para toda la familia, en sustitución de la famosa fuente junto al Cubo.
En 2017, el parque cumplió 20 años. Se añadió una zona llamada "El Arrecife" a Agua Mágica, consistente en una piscina gigante, una zona de juegos para los pequeños, y una piscina de relax donde poder tomarte un respiro tras un día de batallas. En este mismo año, Isla Mágica recibió al visitante 18 millones.
En 2018, el Jaguar cambió de look, con nuevos colores y motivos tribales que lo mimetizan con la jungla de Amazonia. También cambió el espectáculo de La Guarida de los Piratas “El Motín”, añadiendo nuevos personajes y una nueva historia.
En 2019, en la zona La Guarida de los Piratas, se inauguró una pequeña zona llamada "Isla Calavera", la cual contiene algunas atracciones para los más pequeños.
En 2020, en la zona La Guarida de los Piratas, se inauguró una nueva atracción acuática splash battle llamada ¡A los Cañones!
En 2021, con la temporada de Halloween, se abren las puertas de los primeros pasajes del terror en la historia del parque, con pasajes como La Gruta o el aplaudido Quinesis, aprovechando el Pabellón de España para su presentación.
En 2022, el parque cumplió 25 años. Con ello se recuperaron espectáculos históricos del parque y se volvieron a representar en el Lago “Tierra” y en La Fragata “El Motín”. Además, se realizaron algunas mejoras estéticas en atracciones como El Desafío o el Tren de Potosí, entre otras.
En 2023, en la zona Sevilla Puerto de Indias, se inauguró una nueva atracción llamada Nao Vigía, la cual consiste en un globo aerostático.

## Zonas temáticas

### Sevilla, Puerto de Indias
Sevilla, Puerto de Indias, plasma el ambiente que se vivía en la Sevilla del siglo XVI, la ciudad más poblada del Reino. Se encuentra inmersa en un incesante tráfico comercial y cultural, ya que es la puerta del Nuevo Mundo a Europa. Sevilla del siglo XVI. Hay figurantes vestidos de época y un corral de comedias, donde se dan cita espectáculos de magia y obras teatrales. También dispone de diversos restaurantes y tiendas con los artículos y recuerdos del parque.

#### Atracciones

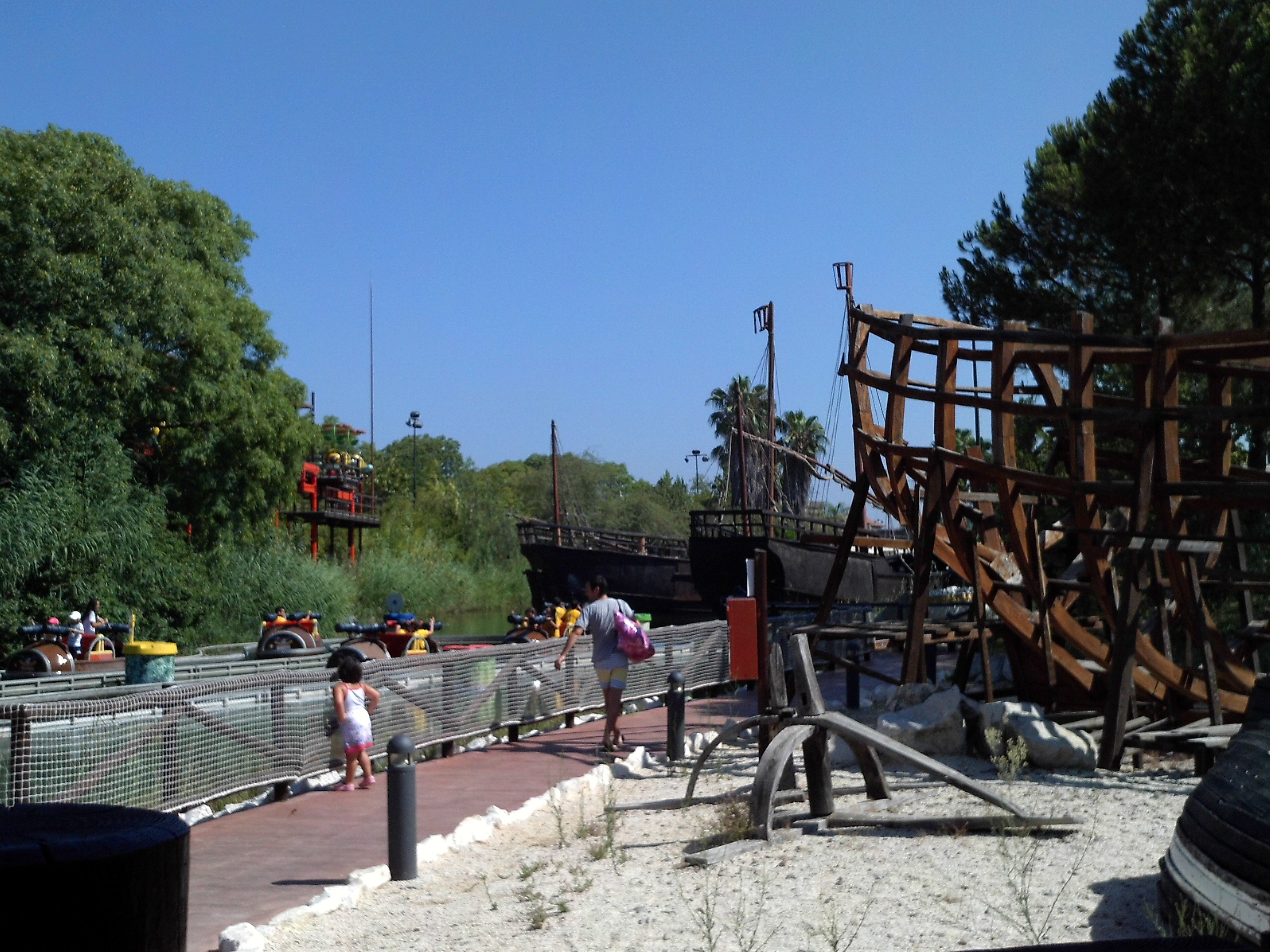
Los Bucaneros

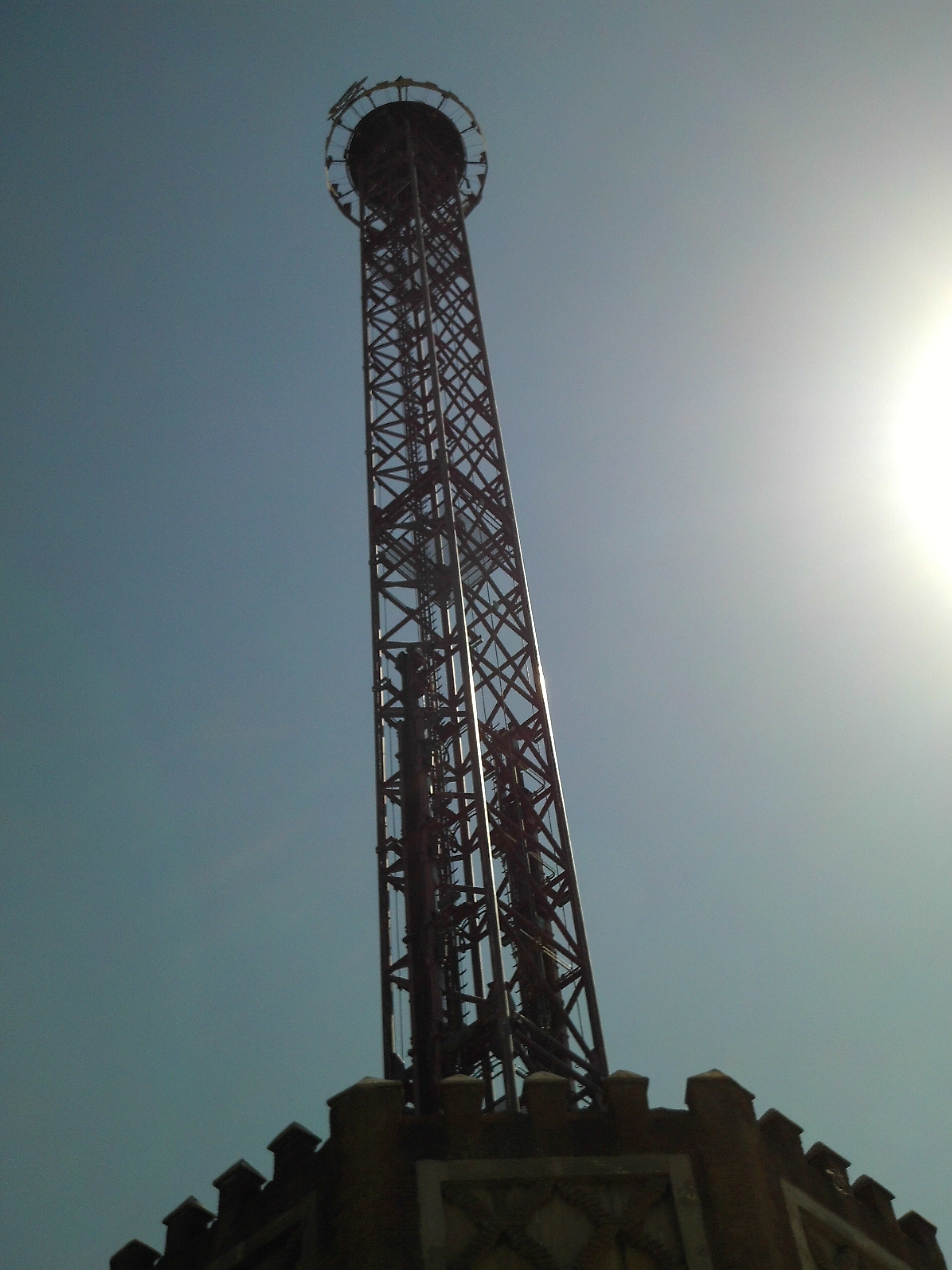
El Desafío desde abajo

- Carabelas: dos reproducciones a escala de carabelas del siglo XVI visitables.[36]
- El Desafío: torre de caída controlada, ambientada en un alminar árabe. Tiene una altura de 68 metros y una góndola con capacidad para 32 personas en cada ciclo. Cuenta con seis programas con distintos niveles de sensación (sensación baja: panorámico y "sube y baja"; sensación media: "yo-yo" y "olé"; sensación alta: "doble yo-yo" y "pojo"). Esta atracción fue inaugurada en 2001.
- La Travesía: ruta en barco por el lago de Isla Mágica de una duración de entre 10 y 15 minutos, en la cual se puede contemplar en el lago y pasar por la zona de los piratas, en la cual podemos ver la fragata.
- La flota mercante (anteriormente llamada Los Bucaneros): en una zona que simula ser unos astilleros[36], los espectadores pueden disparar chorros de agua a modo de batallas (splash battle) y también pueden disparar a dianas.[36] La altura mínima para poder acceder a la atracción son 90 cm. Fue inaugurada en 2011.
- Nao Vigía: es un gigantesco globo cautivo de 34 metros de alto que te llevará a las nubes hasta 150 metros de altura. Se trata de un globo aerostático de helio, con la particularidad de que está anclado al suelo por un cable de acero que permite el ascenso y descenso. Viajarás en una gran cesta circular en la que podrás moverte para tener una vista panorámica de Sevilla y su horizonte. Fue inaugurada en 2023 y requiere pago adicional.

#### Restaurantes
- La Tahona: especializado en desayunos y meriendas, aparte de almuerzos y cenas. Gran surtido de bollerías, gofres, tartas, cafés, bocadillos, bebidas y granizadas de varios gustos. Se encuentra cerca de la entrada al parque.
- La Venta del Puerto: bar de tapas andaluzas y aperitivos, se encuentra frente a la Travesía.
- Il Porto: restaurante de comida italiana y platos nacionales e internacionales a buen precio. Anteriormente se llamaba Los Genoveses y se encontraba en el Pabellón Cruzcampo.

Al igual que en otros parques temáticos del mundo, no permite la entrada con comida ni bebida, algo que ha sido denunciado por la asociación de consumidores FACUA.

#### Tiendas
- Centro Fotográfico: tienda especializada en complementos fotográficos. Se pueden comprar las fotos que hace el personal del parque a los visitantes a lo largo del día, enviarlas por correo electrónico o estamparlas en una camiseta.

- Almacén de Ultramar: diversos artículos relacionados con el parque, como camisetas, llaveros, gorras, tazas, postales, etc.

#### Juegos
- Aquamanía: fuente lúdica. Fue inaugurada en 2009.

### Puerta de América
En la zona de Puerta de América la vida cotidiana se concentra en el majestuoso Fuerte de San Felipe, divisable desde numerosas millas de distancia y lugar de numerosos espectáculos musicales, mapping y efectos visuales. También encontrarás la ciudad de Cartagena de Indias con su ir y venir de mercancías y gentes con destino al Viejo Continente. Por la noche, para terminar la jornada, en el anfiteatro del lago se realiza un gran espectáculo multimedia.

#### Atracciones

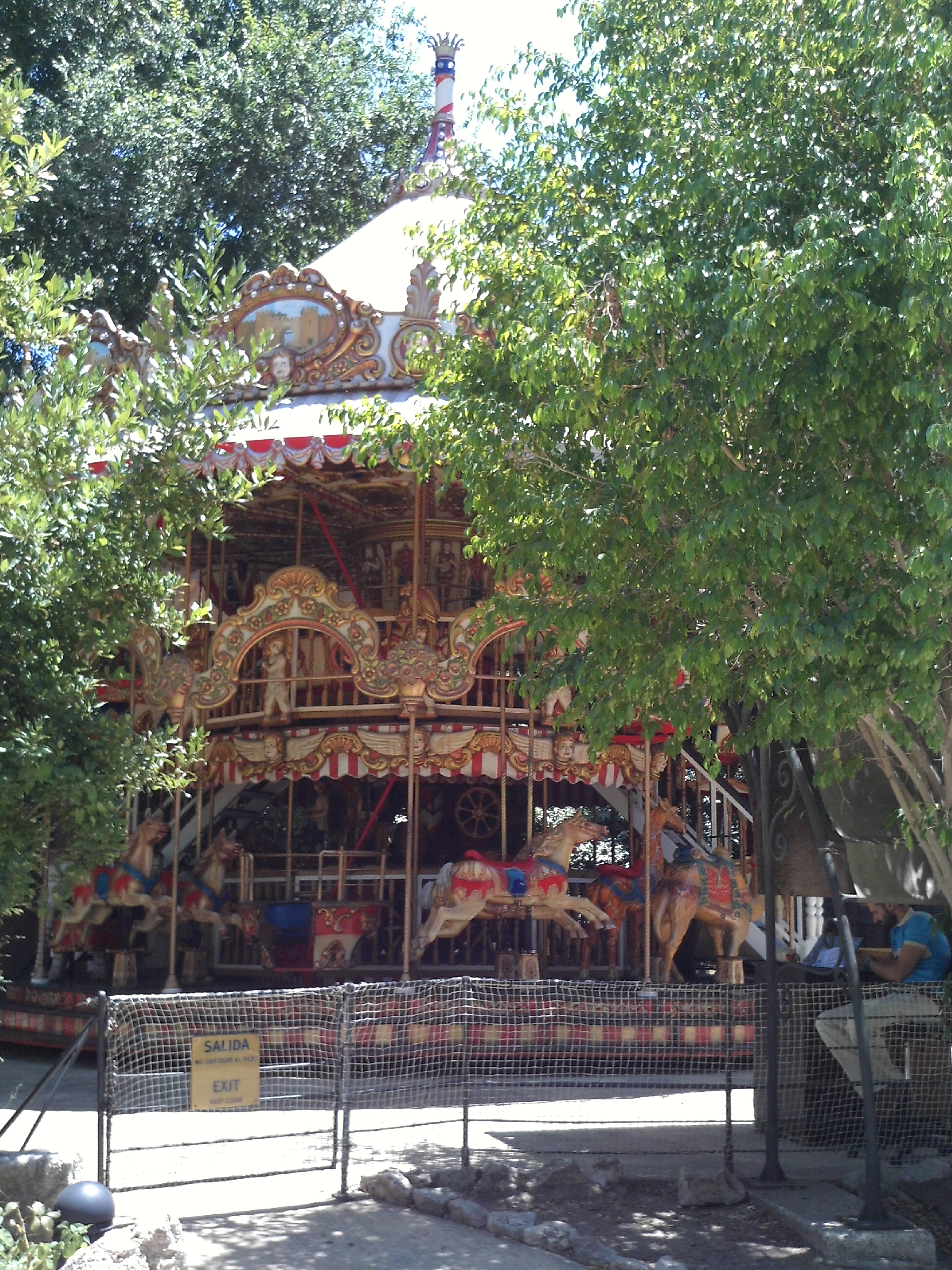
Carrusel Mágico

- Anaconda: flume con tres caídas, de 8,1 metros, 9 metros y 17,6 metros. Tiene una gran capacidad (1.550 personas a la hora) y está ambientada en un poblado de cabañas y un pequeño lago con rocas y abundante vegetación. En la salida de la atracción se puede comprar una foto de recuerdo, realizada en la segunda caída. Esta atracción es una de las más famosas, y la que más visitantes recibe a lo largo de toda la temporada. La altura mínima para acceder a la atracción es 110 centímetros; además, los menores de 10 años deben ir acompañados por un adulto.
- Carrusel Mágico: tiovivo de dos plantas originario de la Expo 92, con capacidad para más de 40 personas. Anteriormente ubicado en Sevilla, Puerto de Indias.
- El Galeón: podrás contemplar uno de los galeones que surcaron el mar en el siglo XVI.
- El Tren del Potosí: montaña rusa familiar ambientada en las famosas minas de carbón de Potosí. El viaje incluye 2 vueltas. La altura mínima para poder acceder a la atracción son 90 centímetros.
- Navío Barbarroja: barco pirata que balancea a los visitantes a gran altura.  Se inauguró en 2010. La altura mínima para poder acceder a la atracción es 1 metro.

#### Restaurantes
- El Aljibe del Loro: granizados.
- La Cabaña Criolla: quiosco de bocadillos, menús de hamburguesas con patatas y perritos calientes, helados y bebidas.
- El Fuerte: restaurante con espectáculo. Es de autoservicio y se encuentra climatizado. Con platos de comida como: pasta, carne, ensaladas, frutas y bebidas.
- El Cañón: restaurante y cervecería junto al fuerte.
- Kiosko del Lago: quiosco de bocadillos y aperitivos.
- El Colombino: quiosco de bocadillos, aperitivos, helados, cafés...

#### Juegos
- La Escuela del Navegante: embarcaciones teledirigidas.
- Barraca del Indiano: juegos de habilidad donde ganar premios en multitud de juegos. También cuenta con un espacio para guerra de globos de agua.
- Pistolas de Agua: diviértete mojando a los visitantes que estén montados en la montaña rusa acuática Anaconda.

#### Tiendas
- La Tiendita de Anaconda: recuerdos de Anaconda e Isla Mágica como gorras, bolígrafos, llaveros, etc. En esta tienda se pueden adquirir el Acceso Express para evitar grandes colas en algunas atracciones.
- Foto Anaconda: aquí se puede comprar la foto de recuerdo de Anaconda.

### Amazonia
La selva húmeda y lluviosa de esta zona nos da la bienvenida. Si miramos hacia un lado, podremos ver las impresionantes Cataratas del Iguazú, pero si miramos al otro lado podemos divisar sobresaliendo de las entrañas de Amazonia, uno de los principales tesoros del Nuevo Mundo por el que muchos emprenden su aventura: El Jaguar. Posee abundante vegetación. Todo ello tematizado con cabañas de madera que representan un poblado indígena.

#### Atracciones
- Iguazú: splash (atracción acuática con grandes barcazas) con una altura de 17 metros y una caída de 15 metros. Tiene capacidad para 20 personas por barca y también gran afluencia de público. En la salida de la atracción se puede comprar una foto de recuerdo realizada durante el descenso. Esta atracción está cerrada durante la temporada de invierno. La altura mínima para poder acceder a la atracción son 110 cm, además los menores de 10 años deberán ir acompañados por un adulto.
- Jaguar: montaña rusa invertida, con una altura de caída de 32 metros, una velocidad máxima de 80 km/h, 4,5 G de aceleración, 5 inversiones (roll over, sidewinder, double in-line twist) y 765 metros de longitud. Es del tipo suspended looping coaster plus (SLC+), de Vekoma. Existen 41 iguales en todo el mundo, y fue la primera montaña rusa invertida de España. Está ambientada en un poblado amazónico, las vías sobrevuelan cabañas de madera y distintos senderos.
- Las Llamas: atracción infantil de paseo sobre unas llamas mecánicas. Los mayores pueden montar acompañando a un niño, o bien observarlas desde el Mirador de las Llamas. Esta atracción fue una novedad de 2006. La altura mínima para poder acceder a la atracción son 85 cm.
- Topetazú: autos de choque infantiles que simulan ser pirañas de colores. Se inauguró en 2001. La altura máxima para poder acceder a la atracción son 140 cm y la mínima son 85 cm.

#### Tiendas
- Foto Iguazú: foto de recuerdo de la atracción, también disponen de artículos para cámaras fotográficas.

#### Juegos
- El Manglar: demuestra tu habilidad en el toro mecánico y otros juegos. Anteriormente ubicado en Puerta de América.

### La Guarida de los Piratas
Un recóndito lugar donde se refugian los piratas de Isla Mágica. Representa un pueblo pirata con un puerto donde está atracada una fragata, que es usada como escenario de espectáculos de acción.

#### Atracciones
- ¡A los Cañones!: atracción acuática para toda la familia. Barcazas giratorias armadas con trabucos de agua con los que podrás disparar a tus enemigos y a quienes se atrevan a pasar cerca. Fue inaugurada en 2020.
- Capitán Balas: dark ride (atracción de recorrido) interactiva con seis salas. Cuenta con pistolas láser que pueden ser utilizadas para disparar a las dianas situadas en los decorados y animatronics para sumar puntos y activar efectos especiales, como explosiones. Los pasajeros se sitúan en góndolas giratorias para 4 personas. Esta atracción fue novedad en 2007, inaugurada con motivo del décimo aniversario de Isla Mágica. En la salida de la atracción se puede comprar una foto de recuerdo realizada durante el trayecto con tu puntuación. La altura mínima para poder acceder a la atracción es de 90 cm, y los menores de 120 cm deberán de ir acompañados.
- Dimensión 4: cine de cuatro dimensiones que combina el efecto 3D con otros muchos efectos, como olores, movimientos, agua, viento, relámpagos, etcéra. Posee 72 butacas. También tiene una sala pre-show, la cual cuenta con dos pantallas y varios espejos repartidos por sus paredes. La altura mínima para poder acceder a la atracción son 90 cm. Fue inaugurado en 2006.
- Los Náufragos: atracción acuática infantil ubicada en Isla Calavera, en la cual se viaja a bordo de un tonel. Fue inaugurada en 2019.
- Los Toneles: típica atracción con toneles que giran a gran velocidad y que pueden ser controlados por los pasajeros. La altura mínima para acceder a la atracción son 85 cm. Además, los menores de 110 cm deberán ir acompañados por un adulto.

#### Restaurantes
- El Ancla: quiosco de helados y refrescos. Se encuentra frente a la entrada de Capitán Balas.
- El Volcán: quiosco bar de gofres, perritos calientes, snacks y refrescos situado junto a Isla Calavera.
- La Taberna: típicos menús de hamburguesas, bocadillos de lomo, ensaladas, bebidas, granizadas, postres y cafés.
- La Posada del Tuerto: puesto de bocadillos, refrescos y porciones de pizza.
- El Loro Loco: su especialidad son los granizados, con una gran variedad de sabores, tales como fresa, naranja, limón, kiwi, cola, frutas del bosque y café. También disponen de bocadillos, refrescos y zumos.

#### Juegos
- Cazapiratas: galería de tiro.
- El Desfiladero: ruta de juegos infantil multiaventura en Isla Calavera: paredes de escalada, redes, túneles, puentes colgantes, toboganes y elementos interactivos acuáticos. Fue inaugurada en 2019.
- El Refugio de Morgan: zona acuática con juegos interactivos para toda la familia. Fue inaugurada en 2016.

#### Tiendas
- El Baúl de Patapalo: los visitante podrán disfrazarse con vestidos de época o de piratas, posar en distintos decorados y realizarse una fotografía.
- El Bazar del Explorador: artículos de temática aventura y ropa de explorador, como pantalones, camisetas, gorras y sombreros. También se venden mochilas, peluches y otros artículos.

### La Fuente de la Juventud
Un espacio especial para menores con animales, cascadas, cuevas, lagos, dragones, teatro de marionetas, etcéra.

#### Atracciones
- El Caimán Bailón: pequeña atracción acuática para niños con una caída de un metro. A partir de 90 cm. Altura máxima 1,5 m.
- Crisálida: típica atracción infantil con brazos donde cada niño puede subir o bajar su góndola/vehículo presionando un botón.
- La Rana Saltarina: torre de caída para niños de 8,5 metros de altura que cuenta con diferentes programas, también pueden montar adultos acompañando a los niños. La altura mínima para poder acceder a la atracción son 90 cm, además los menores de 115 cm deberán ir acompañados por un adulto. Fue inaugurada en 2001.
- Rueda Primavera: noria infantil con divertidas formas en sus cabinas, pueden montar tanto niños como mayores. Los menores de 90 cm deberán ir acompañados por un adulto.
- Sapo Saltón: atracción infantil situada junto a la Barraca del Indiano, es del tipo jump around de Zamperla y fue inaugurada en el año 2009. La altura mínima para poder acceder a la atracción son 90 cm. Anteriormente ubicada en Puerta de América.
- Zum-Zum: Las Abejitas: un monorraíl elevado a 4,5 metros de altura sobre el lago inspirado en el vuelo de las abejas de una colmena sobre la Fuente de la Eterna Juventud. La altura mínima para poder acceder a la atracción son 90 cm, y los menores de 130 cm deberán ir acompañados por un adulto. Fue inaugurada en 2012.

#### Restaurantes
- Come-Come: quiosco de bocadillos, perritos calientes, sándwiches y otros aperitivos. También disponen de bebidas y palomitas.
- Kiosco Pacopico

#### Juegos
- Tutti Frutti: gran árbol con juegos y toboganes con formas de dragones.

### El Dorado

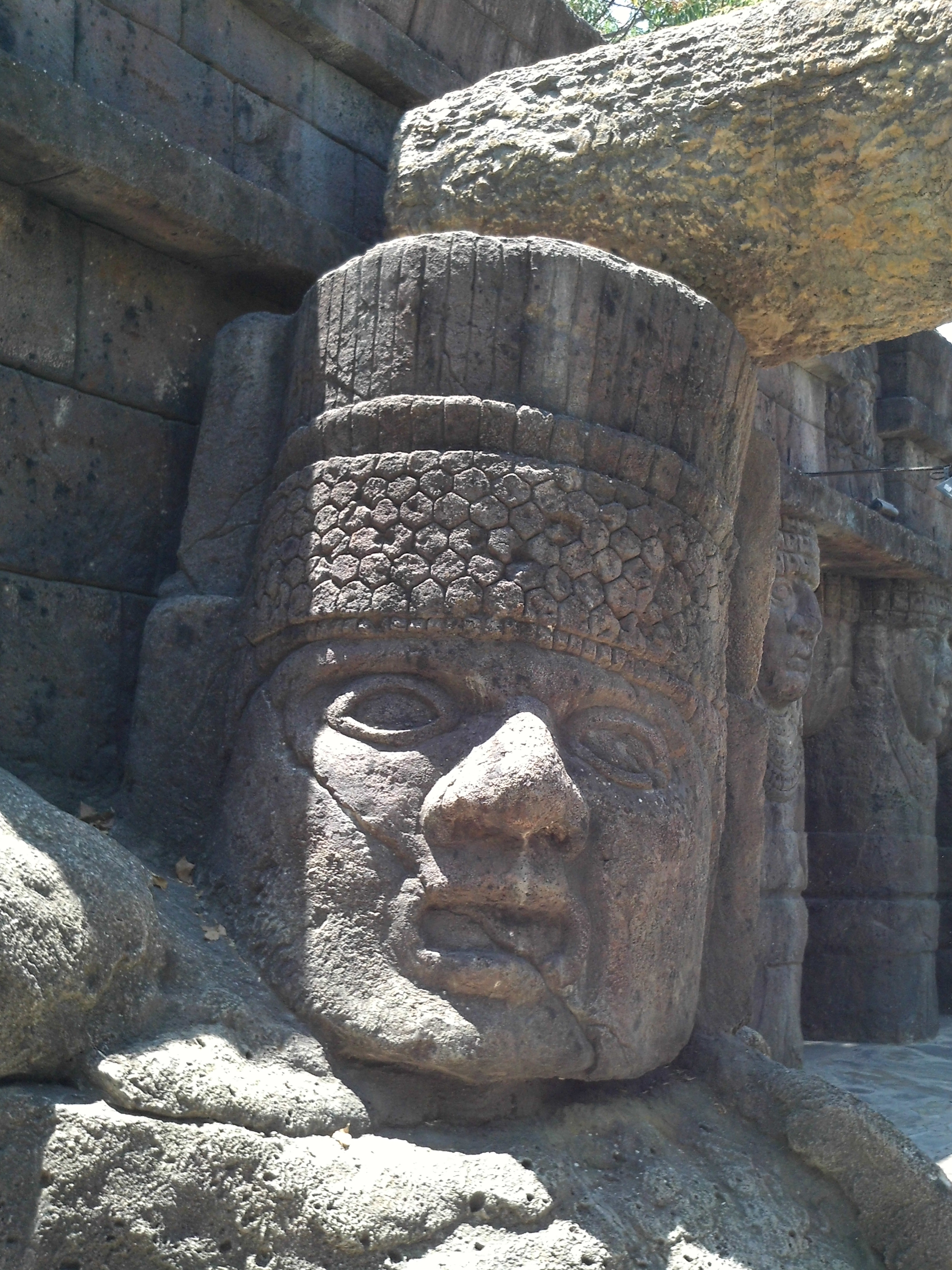
Cabeza de piedra amerindia como parte de la decoración.

#### Atracciones
- El Vuelo del Halcón: rápidas sillas voladoras con movimiento giratorio y ondulado. Se sitúan sobre los Rápidos del Orinoco, para dar una mayor sensación de altura y velocidad. Esta atracción se inauguró en 1998.
- Rápidos del Orinoco: rafting sobre botes neumáticos circulares con capacidad para 9 personas por un canal de 465 metros, con un desnivel de 5 metros. Durante el recorrido existen numerosas cascadas y efectos de agua. En la salida de la atracción se puede comprar una foto de recuerdo realizada al final del recorrido. Esta atracción está cerrada durante la temporada de invierno. La altura mínima para poder acceder a la atracción son 95 cm.

#### Restaurantes
- Kiosco El Dorado
- Veracruz: restaurante reservado para la celebración de eventos.

#### Tiendas
- Fotos Rápidos Orinoco: foto de recuerdo de Rápidos del Orinoco.

### Agua Mágica

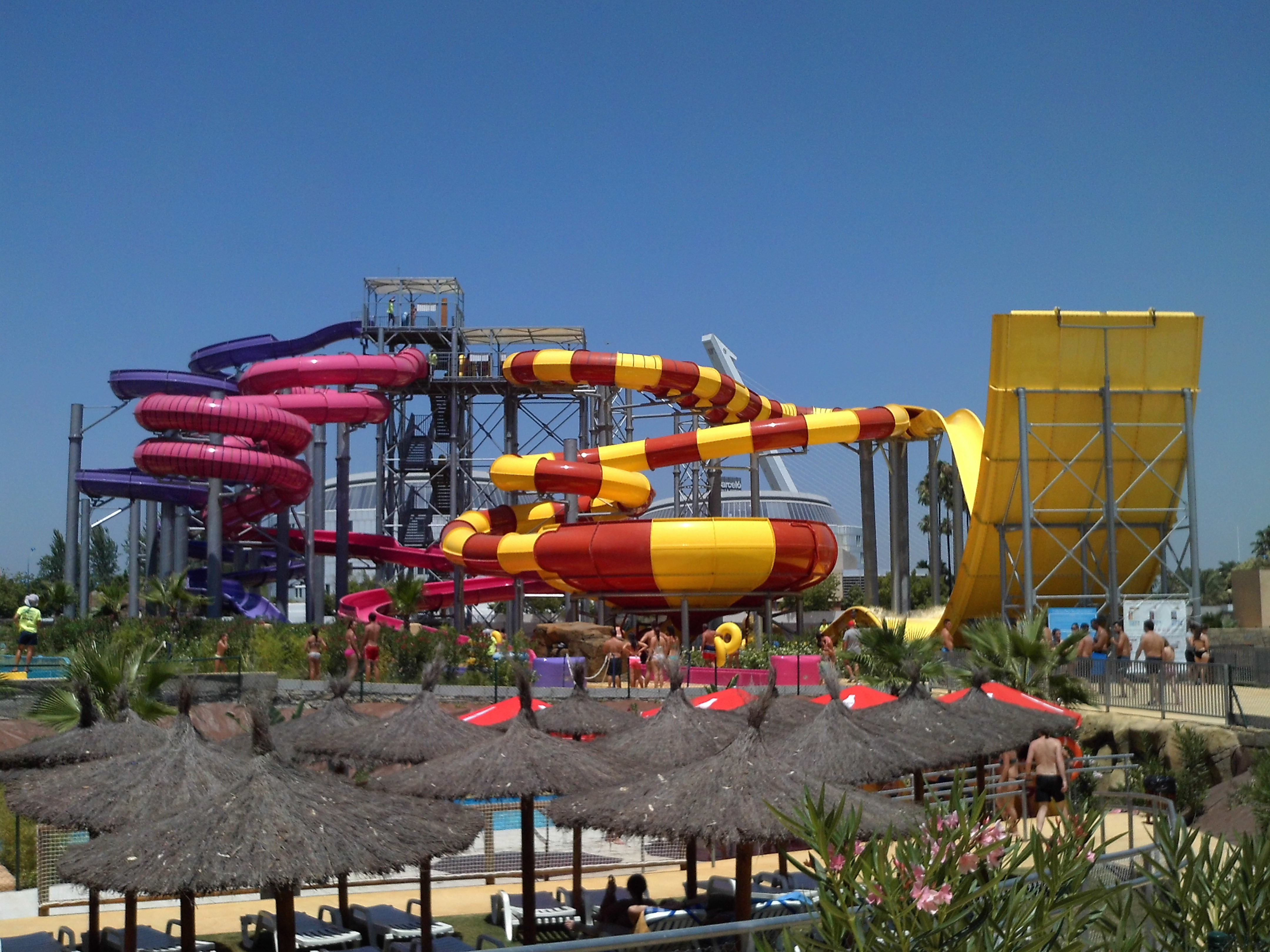
Isla de Toboganes.

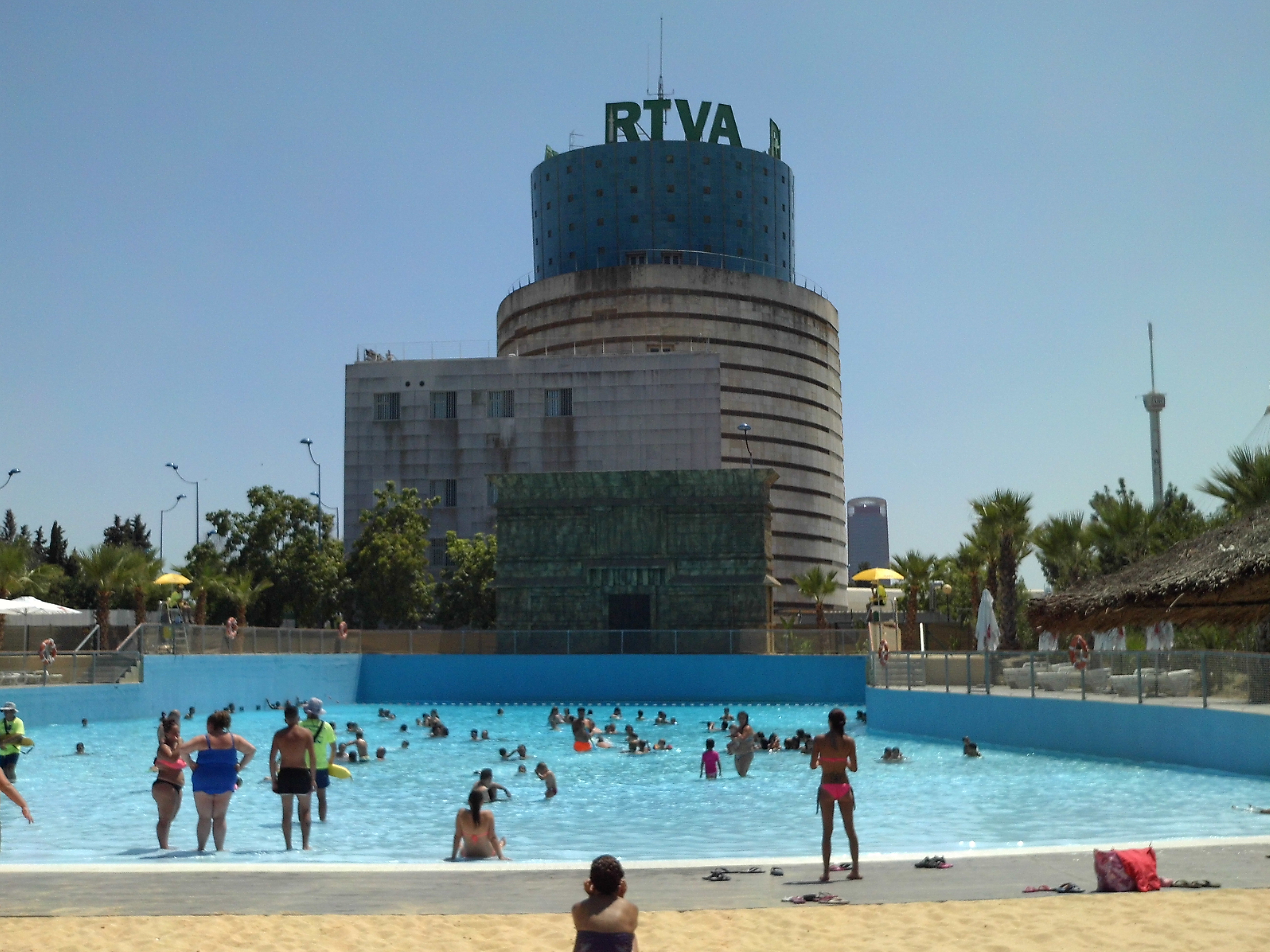
Playa Quetzal.

Es una zona diseñada como un parque acuático con alguna decoración maya. Fue inaugurada en 2014. Más tarde, en 2017, se inauguró la zona llamada El Arrecife. Se trata de una zona del parque que requiere una entrada aparte.

#### Atracciones
- El Arrecife Anillas
- El Arrecife Chapoteo
- El Arrecife Piscina
- El Arrecife Relax
- El Arrecife Tirolina
- Isla de Toboganes: zona con diversos tipos de toboganes acuáticos. La altura mínima para acceder es 1,20 metros .
- Mini Paraíso: zona acuática para niños, con toboganes y una piscina de 600 metros cuadrados. La altura máxima para acceder es de 1,40 metros.[40]
- Playa Quetzal: playa artificial con olas.[41]
- Río Lento: se recorre un río artificial recostado en grandes flotadores.

#### Restaurantes
- Aguateca: quiosco de bocadillos y aperitivos, tales como sándwiches, gofres, palomitas, granizadas de varios sabores, helados y bebidas.
- Tamarindo: quiosco de ensaladas, hamburguesas y perritos calientes.

#### Tiendas
- La Tiendita Maya: se pueden comprar recuerdos de Agua Mágica, así como toallas, bañadores y otras cosas para su uso en la zona.[42]

## Atracciones retiradas

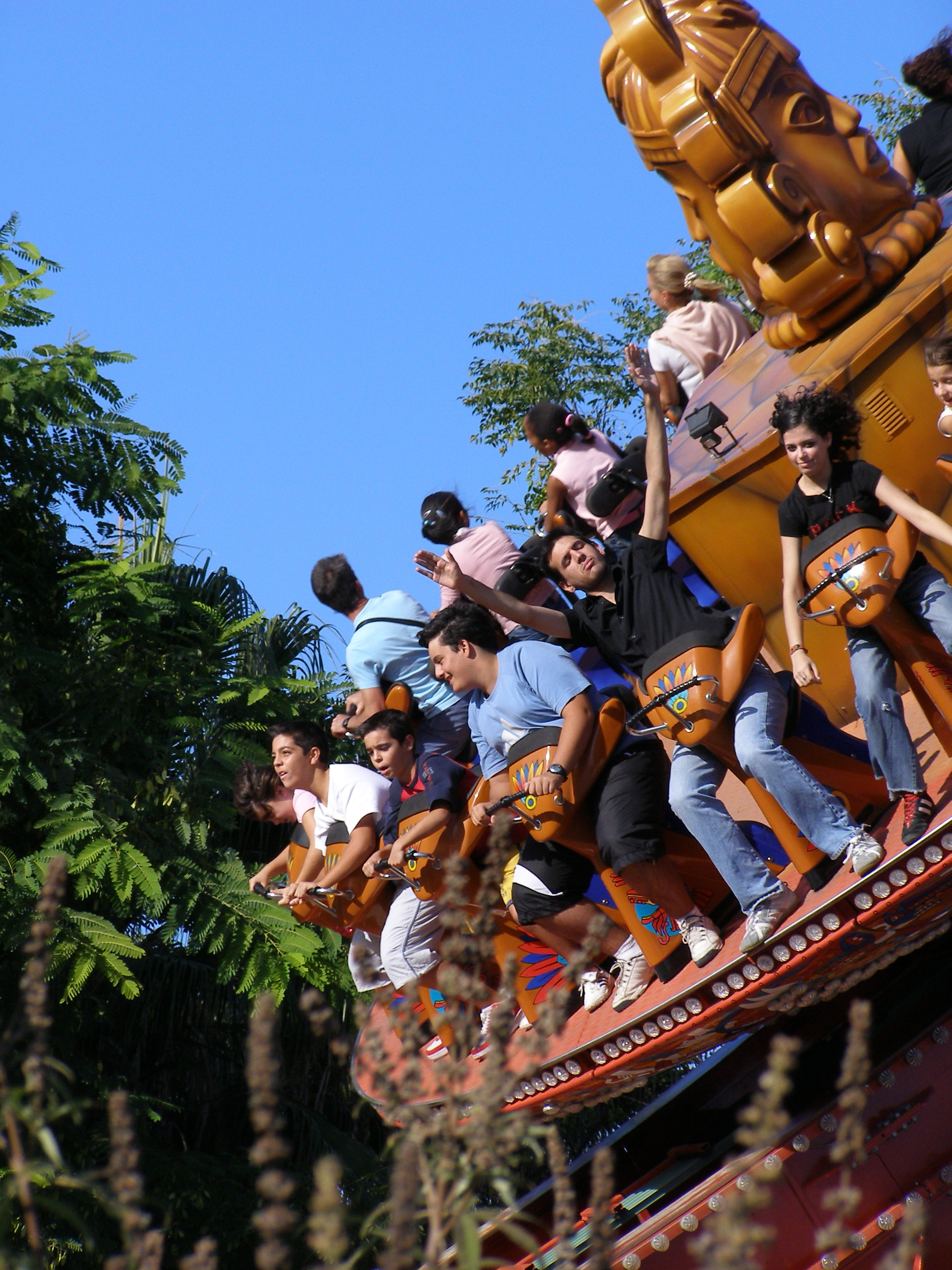
Ciklón

- El Laberinto de los Gnomos: laberinto de setos infantil situado en La Fuente de la Juventud. Se inauguró en 1997 junto con el parque, y fue retirado al finalizar la temporada 2000.
- Sevilla Experience: viaje multimedia que mostraba Sevilla y su provincia. Era un cine de diapositivas ubicado en la actual sala de Dimensión 4. Fue inaugurada en 2003 y dejó de estar operativa ese mismo año. Unos años más tarde se desmanteló para construir la atracción Dimensión 4. La entrada estaba situada por la actual de Capitán Balas.
- Escuela de Exploradores: zona de juegos situada en Sevilla, Puerto de Indias, próxima a la torre de El Desafío. Contaba con una serie de camas elásticas, tirolinas y paredes de escalada para todas las edades. Se inauguró en 2001 y fue desmantelada al finalizar la temporada 2006.
- Al Abordaje: toboganes infantiles colocados sobre unos barcos piratas naufragados. Se inauguraron en 1997 junto con el parque, y fueron desmontados al finalizar la temporada 2006, aunque aún se conservan los barcos.
- El Cubo (como atracción): cine con pantalla semisférica gigante. Fue inaugurado en 2001, y comenzó siendo un planetario, pero más adelante, en el 2003, cambio de nombre a "El Cubo", y se transformó en un cine láser-musical. Contaba con 10 000 W de sonido, humo, espejos y láseres. En él se proyectaron las películas El secreto del dragón, Maravillas del universo, ¡Euforia!, Divermarte y una mejora de Divermarte, llamada Lasermanía. La atracción fue cerrada al finalizar la temporada 2007 y en la actualidad solo se usa para eventos especiales o presentaciones de empresas.
- Patinaje Mágico: pista de patinaje sobre hielo que estaba ubicada en una carpa en el antiguo lugar de "La Escuela de Exploradores": Esta atracción fue inaugurada en 2008, pero era temporal y fue desmontada al terminar esta. En 2009, se vuelve a montar y reabre, pero esta vez a tamaño más reducido. Finalmente, al terminar la temporada 2009, fue desmontada.
- La Furia de los Dioses: dark ride (atracción de recorrido) que contaba con diez salas, unas cubiertas y otras exteriores. Contaba con innovadores vehículos simuladores, con movimiento y distintas velocidades. Esta atracción fue inaugurada en 1999, pero a finales de 2010 se encontró fuera de servicio por la escasez de sus visitas, y se suprimió del parque a principios de la temporada XIV, en 2011. Pertenecía a la antigua zona llamada Quetzal. Con su retirada y con la entrada de nuevas atracciones esta zona, cambió su nombre por el de Mundo Maya. La zona Mundo Maya, a su vez, se transformaría en Agua Mágica.
- El Balcón de Andalucía: era originario de la Expo 92, donde fue bautizado como Andalucía de los Niños.[43] Era un mirador desde el que se puede ver una maqueta que reproduce a escala los principales monumentos y accidentes geográficos de Andalucía. En la temporada 2010, se cerró al público, y pasó a ser solo para visitas concertadas. En 2011, finalizó la concesión a Isla Mágica de estas maquetas, y en 2013 se adjudicó su uso y explotación a otra empresa durante 30 años.[44] Reabrió restaurado en 2016 a cargo de una empresa diferente,[45] pero solo por esa temporada, ya que al terminarla, volvió a ser cerrada al público.
- Cinemoción: cine-simulador con una gran pantalla semiesférica de 600 metros cuadrados. Sus 160 asientos se movían por parejas y estaban coordinados con la imagen y el sonido. Se proyectaban dos películas al día, una por la mañana y al mediodía y otra por la tarde y por la noche. Desde su apertura en 1997 junto con el parque, se proyectaron varias películas, entre las que se pueden citar El Túnel del Tiempo, Carrera Cósmica, El Templo Perdido, La Casa de la Superstición, Guerreros, Vientos de España, Piratas, Crashendo, Súper Play, Astro-viaje, La Mina Encantada, La Alfombra Mágica y Esquí Extremo, Skate al Límite y Viaje por el Gran Cañón. Posee sala pre-show, aunque no se usaba para todas las proyecciones. La altura mínima para poder acceder a la atracción eran 90 cm. Fue cerrada en 2014.
- Ciklón: atracción tipo disk'o en una plataforma que llegaba a los 14 metros de altura. Fue inaugurada en el año 2005 e incorporaba un novedoso sistema de sujeción que maximizaba las sensaciones. La altura mínima para poder acceder a la atracción era de 120 cm. Fue retirada al terminar la temporada 2016 para dar paso a la zona El Arrecife de Agua Mágica.
- LagoBola: ubicada en Sevilla, Puerto de Indias. Se podía ir sobre el lago dentro de bolas de plástico transparentes. Requería de pago adicional.[36] Fue inaugurada en 2011, pero terminó siendo desmantelada en 2015.
- Roscos Chocones: ubicada en Sevilla, Puerto de Indias. Consistía en barcas acolchadas con forma redondeada que se podían chocar entre sí.[36] Fue inaugurada en 2013, pero terminó siendo desmontada en 2015.
- Cibernauta: Sala de juegos recreativos y simuladores virtuales que estaba ubicada en Puerta de América. Fue inaugurada en 2017, y fue exclusiva de esa temporada. Después de que acabara la temporada, fue desmontada.

Además de esas atracciones, fue retirada la zona temática Mundo Maya para la instalación de Agua Mágica en 2014. Contaba con edificios mayas, volcanes y abundante vegetación. Fue inaugurada en el año 1999. Hasta 2011 se llamó Quetzal (nombre que se reserva hoy para la playa artificial), pero ese año se implantaron novedades que justificaron el cambio del nombre. Al desaparecer esta zona tenía una atracción (Ciklón, que, como se ha mencionado anteriormente, se terminó cerrando al terminar la temporada 2016), un restaurante (Aguateca, que pasó a Agua Mágica) y una tienda (La Tiendita Maya, que también pasó a Agua Mágica). Además, Agua Mágica conserva abundante decoración maya.